# 森山儀文治
森山 儀文治（もりやま ぎぶんじ、1862年4月15日（文久2年3月17日） - 1945年（昭和20年）2月9日）は、日本の政治家、弁護士、衆議院議員(1期)。

## 来歴・人物
文久2年（1862年）、信濃国筑摩郡郷原宿（現在の長野県塩尻市広丘郷原）にて赤羽弥一（あかはねやいち）の三男として出生。生家の赤羽家は郷原宿の問屋場で、郵便制度発足後問屋業を継承して郵便物取扱所その後五等郵便局、三等郵便局となり現在は郷原簡易郵便局となっている。現在も問屋の屋号で呼ばれている。明治期のジャーナリスト、社会主義思想家の赤羽一（巌穴）は、問屋（上問屋）の赤羽家とともに郷原宿で交代で問屋をつとめた下問屋の出身で、儀文治の14歳年下の甥にあたる。
1873年（明治11年）、長野県安曇郡明盛村七日市場（現在の安曇野市三郷明盛）の森山惣七の養子となり、長野県師範学校を経て、明治法律学校に入学する。
1883年（明治16年）1月、21歳で東京府の代言人試験（当時は府県単位で代言人試験があった。）に合格し東京始審裁判所所属代言人として代言人名簿に登録。直ちに松本（当時は東筑摩郡松本町。後の松本市）に代言人事務所を開業する。
1893年（明治26年）の弁護士法制定にともない弁護士登録。
経済的困窮者の弁護には無料で応じる一方、書生も世話し、後に弁護士になった者は10余人を数え、戦後最初の弁護士会長を務めた愛婿で書画芸術の世界でも実績のあった「文人気質の大弁護士」（小山潤一郎の評）小穴喜一等会内で森山閥を形成した。大正期には「松本の弁護士界において最も声望ある中心的人物」と評され、松本の弁護士ひいては松本の象徴的存在となった。
松本市片端町にあった森山の住居は、もともと東筑摩郡松本町が発足した際初代町長を務めた旧松本藩士菅谷司馬の屋敷である。昭和11年に弁護士で労働運動家の棚橋小虎が帰郷し松本市に拠点を移した後、小虎が妻の実家の援助で同屋敷を取得し自宅及び事務所にした。大正期の地図には「森山法律事務所」とある。跡地は現在の松本市城東二丁目5番で神霊教松本教会付近。
進歩党、立憲同志会、憲政会、立憲民政党と続く立憲改進党系の政治家である。
松本町会議員、東筑摩郡会議員、東筑摩郡会議長を経て、1907年（明治40年）松本市市制施行にともない松本市議会議員となる（1921年（大正10年）まで市会議員）。
同時に1907年（明治40年）から1909年（明治42年）まで初代松本市議会議長に就任。1913年（大正2年）から1921年（大正10年）まで第5代松本市議会議長。
松本市議会開設以来、堅石由十の堅石派（政友会系）と非政友会系の森山派で議会勢力を二分した。
1916年（大正5年）から1921年（大正10年）まで長野県会議員を兼務。県会議員在任中に、県庁の松本移転運動を行った他、松本高等学校誘致運動に尽力した。
1920年（大正9年）5月、松本市が衆議院議員の独立選挙区になるにともない推されて国政にも進出。1920年（大正9年）実施の第14回衆議院議員総選挙に長野県第2選挙区より出馬。所属政党は憲政会で、立憲政友会から出馬した畔田明を破って初当選し、衆議院議員を1期（4年）務め、鵜沢総明委員長のもとで、刑事訴訟法改正や陪審法の制定に寄与した。続く第15回衆議院議員選挙には立候補せず、憲政会からは百瀬渡が出馬した。
弁護士会内でも重きをなし、1936年（昭和11年）4月に弁護士法改正法が施行され弁護士会に法人格が付与された際、新たに法人格が付与された長野弁護士会最初の会長となった。これは、1893年（明治26年）松本、上田、長野の代言人組合が合同して長野弁護士会が設立され、39年間にわたり会長をつとめた小島相陽の後、新制度発足にあたり、是非松本から会長を出したいという松本側の要望を長野側も受け入れ選出されたものと言われる。
教育に熱心で、生前に遺言書をしたため、葬儀は簡素にし、その金を信濃教育会に寄付して子弟の育英資金にあてるよう家人に言い残した。その信条は、人間はまず教育によって有為の人となることができる、というものであった。
松本のアマチュア囲碁界における強豪棋士でもあり、1918年（大正7年）刊行の松本囲碁鑑の番付で東の大関とされている。
墓は松本市の正麟寺にある。

## 親族
二男二女がおり、長男は弁護士の森山庸躬（もりやま つねみ。明治29年12月14日生、大正10年12月第一東京弁護士会登録。岡崎正也の法律事務所に入所後独立。東京府牛込区に居住し事務所は麹町区有楽町のビル内にあった。）、長女みどりは門弟の小穴喜一に嫁し、名古屋大学名誉教授の小穴進也は孫。他に婚外子が複数おり、森山淳哉は法曹となり（司法官試補を経て弁護士になった後裁判官に任官。京都地裁刑事部、鹿児島地裁刑事部の部総括判事を歴任。退官後公証人、弁護士）、その弟藤岡改造は松本深志高校の国語教師でありつつ筑邨と号してホトトギス派の俳人、作家としても活躍した。

## 逸話
- 人柄がよく人々から慕われており、当時中央の大家と言われる人々でも皆すすんで森山に対して先生の敬称をつけ只管敬慕の念を惜しまなかった[2]。

- 松本区裁判所の監督判事臼田潔は転任にあたり、「法廷で品格ある、頭が下がる奥ゆかしい弁論は森山先生をおいて他に誰からも聞くことはできなかった」と語った[2]。

- 大正末ころ大病にかかったが奇跡的に快復した。体が弱く冬になると裁判所に出てこないで春になると出てきたと言われる。